# Ministre des Approvisionnements et Services
Le ministre des Approvisionnements et Services (en anglais : Minister of Supply and Services) était le ministre responsable de l'acquisition et la fourniture de biens et services pour les autres entités du gouvernement du Canada à l'exception du matériel militaire. Il était également responsable de la paie et des régimes de retraite des employés fédéraux. Le ministre était d'office nommé receveur général du Canada.
Le poste n'est plus utilisé en pratique depuis le 24 juin 1993 lorsque Kim Campbell choisit de réduire le nombre de ministres composant son cabinet et nomme Paul Dick simultanément ministre des Travaux publics et ministre des Approvisionnements et des Services avec titre de ministre des Travaux publics et des Services gouvernementaux.

## Liste des titulaires
| Titulaire Parti | Titulaire Parti                                              | Début             | Fin              | Cabinet        |
| --------------- | ------------------------------------------------------------ | ----------------- | ---------------- | -------------- |
|                 | Donald Campbell Jamieson Libéral                             | 1er avril 1969    | 4 mai 1969       | 20e (Trudeau)  |
|                 | James Armstrong Richardson Libéral                           | 5 mai 1969        | 26 novembre 1972 | 20e (Trudeau)  |
|                 | Jean-Pierre Goyer Libéral                                    | 27 novembre 1972  | 23 novembre 1978 | 20e (Trudeau)  |
|                 | Pierre de Bané Libéral                                       | 24 novembre 1978  | 3 juin 1979      | 20e (Trudeau)  |
|                 | Roch LaSalle Progressiste-conservateur                       | 4 juin 1979       | 2 mars 1980      | 21e (Clark)    |
|                 | Jean-Jacques Blais Libéral                                   | 3 mars 1980       | 11 août 1983     | 22e (Trudeau)  |
|                 | Charles Lapointe Libéral                                     | 12 août 1983      | 29 juin 1984     | 22e (Trudeau)  |
| 30 juin 1984    | Charles Lapointe Libéral                                     | 16 septembre 1984 | 23e (Turner)     |                |
|                 | Harvie Andre Progressiste-conservateur                       | 17 septembre 1984 | 19 août 1985     | 24e (Mulroney) |
|                 | Stewart McInnes (en) Progressiste-conservateur               | 20 août 1985      | 29 juin 1986     | 24e (Mulroney) |
|                 | Monique Vézina Progressiste-conservateur                     | 30 juin 1986      | 26 août 1987     | 24e (Mulroney) |
|                 | Michel Côté Progressiste-conservateur                        | 27 août 1987      | 2 février 1988   | 24e (Mulroney) |
|                 | Stewart McInnes (en) (par intérim) Progressiste-conservateur | 3 février 1988    | 30 mars 1988     | 24e (Mulroney) |
|                 | Otto Jelinek Progressiste-conservateur                       | 31 mars 1988      | 29 janvier 1989  | 24e (Mulroney) |
|                 | Paul Dick Progressiste-conservateur                          | 30 janvier 1989   | 24 juin 1993     | 24e (Mulroney) |
| 25 juin 1993    | Paul Dick Progressiste-conservateur                          | 3 novembre 1993   | 25e (Campbell)   |                |
|                 | David Dingwall Libéral                                       | 4 novembre 1993   | 24 janvier 1996  | 26e (Chrétien) |
|                 | Diane Marleau Libéral                                        | 25 janvier 1996   | 11 juillet 1996  | 26e (Chrétien) |